# Патрология
Патрологията (на гръцки: πατήρ и на гръцки: λόγοζ) е богословска дисциплина, която изследва живота, дейността, творчеството и християнския мироглед на светите отци и учители на Църквата от I до VIII век.
Тя е в основата на богословието и редом с Библията е основен източник на християнската вяра. Изучаването ѝ е ключ към разбирането на християнските догми.